# Halfeti
Halfeti est une ville et un district de la province de Şanlıurfa dans la région de l'Anatolie du sud-est en Turquie. Halfeti est divisée en deux parties, le Vieux Halfeti qui est la partie touristique, sur la rive de la rivière de l'Euphrate et le Nouveau Halfeti, 8 km plus loin du Vieux, qui est devenu la zone administrative et la zone d'habitation.

## Histoire[1]
Quand la ville fut conquise par le roi assyrien Salmanazar III, celle-ci portait le nom de Şitamrat. Les Grecs ont donné le nom de Uri et les Syriens, Kal'a, Rhomeyta et Hesna the Romaye. La ville était nommée Kal'at-ül Rum lorsqu'elle fut conquise par les Arabes. Au IIe siècle, elle est prise par les Byzantins et a été nommée Romaion Koyla.
En 1290, elle a été conquise par le sultan mamelouk Ashraf et la ville a été appelée Kalaat-ul muslimin.
Elle est prise par le Sultan Ottoman et le calife des musulmans, Selim Ier et est nommée Urumgala et Rumkale.

## Tourisme
Membre du mouvement international Cittaslow, qui est né en Italie en 1999, Halfeti est un village de pêcheurs sur la rivière Euphrate dans le sud de la Turquie. Il existe neuf autres villes en Turquie comme celle-ci qui font partie du mouvement Cittaslow.
Une grande partie de la ville est submergée à cause du barrage de Birecik qui a inondé la région dans les années 1990. On peut apercevoir les toits de certaines maisons ainsi qu'une mosquée submergées le long de la rivière Euphrate.
Les maisons de Halfeti sont construites à base de pierre sculptées avec une architecture particulière.
Halfeti est célèbre pour ses arachides (pistache d'Antep).
Quelque 200 000 visiteurs viennent au printemps et à l’automne pour faire de la randonnée, visiter les fameuses maisons en pierre, se baigner et pratiquer des sports nautiques.

## Les villages et les bourgs[4]

### Les villages
Altınova, Aşağıgöklü, Balaban, Beyburcu, Bozyazı, Bulaklı, Çakallı, Çebekoğlu, Dergili, Durak, Erikli, Fıstıközü, Gözeli, Gülaçan, Günece, Gürkuyu, Hilalli, Kalkan, Karaotlak, Kavaklıca, Kayalar, Kurugöl, Macunlu, Ortayol, Ömerli, Özmüş, Salmanlı, Savaşan, Saylakkaya, Sırataşlar, Sütveren, Tavşanören.

### Les bourgs
Argıl et Yukarıgöklü.

## Monuments et lieux historiques

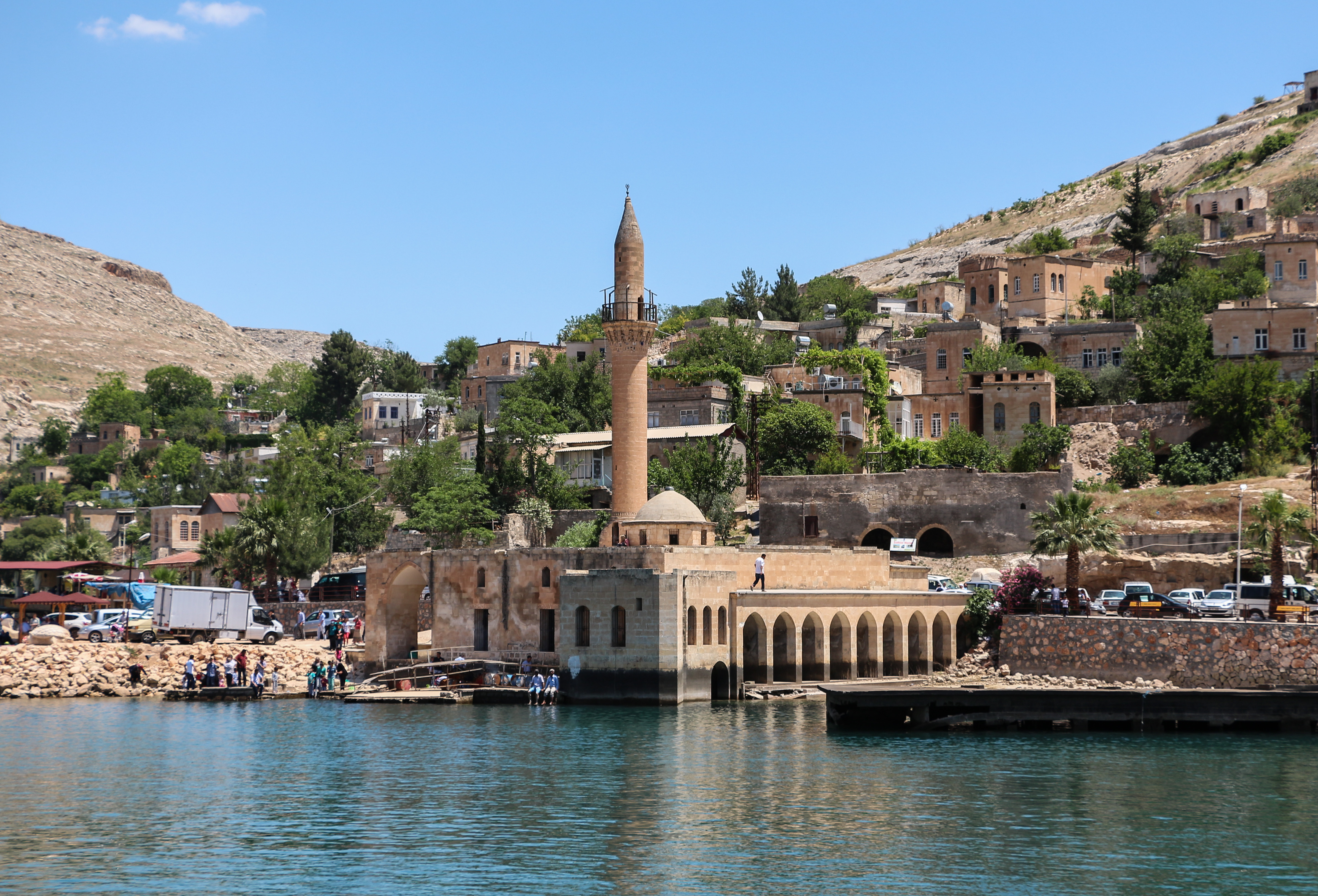
Mosquée de Halfeti
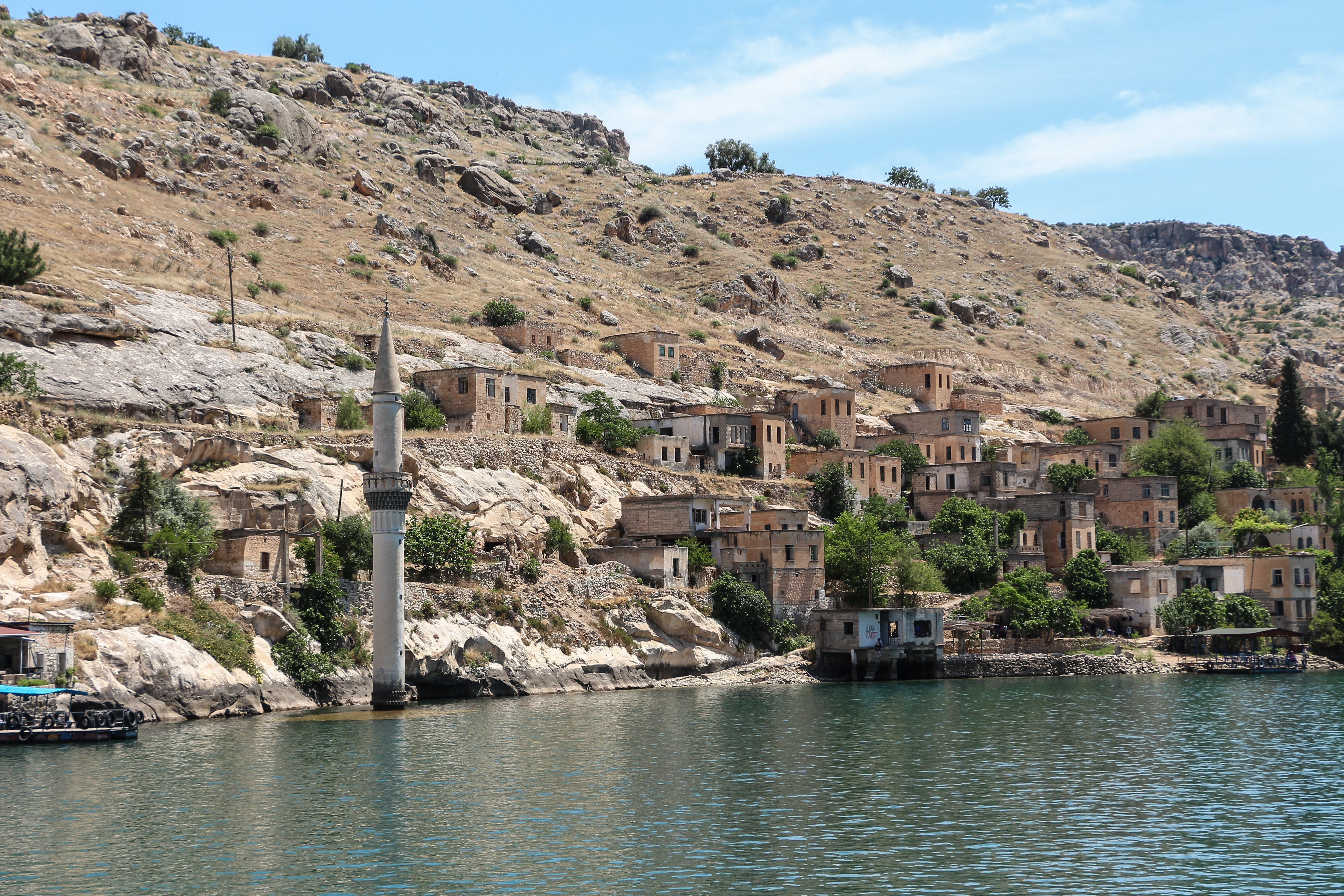
Vieux Halfeti
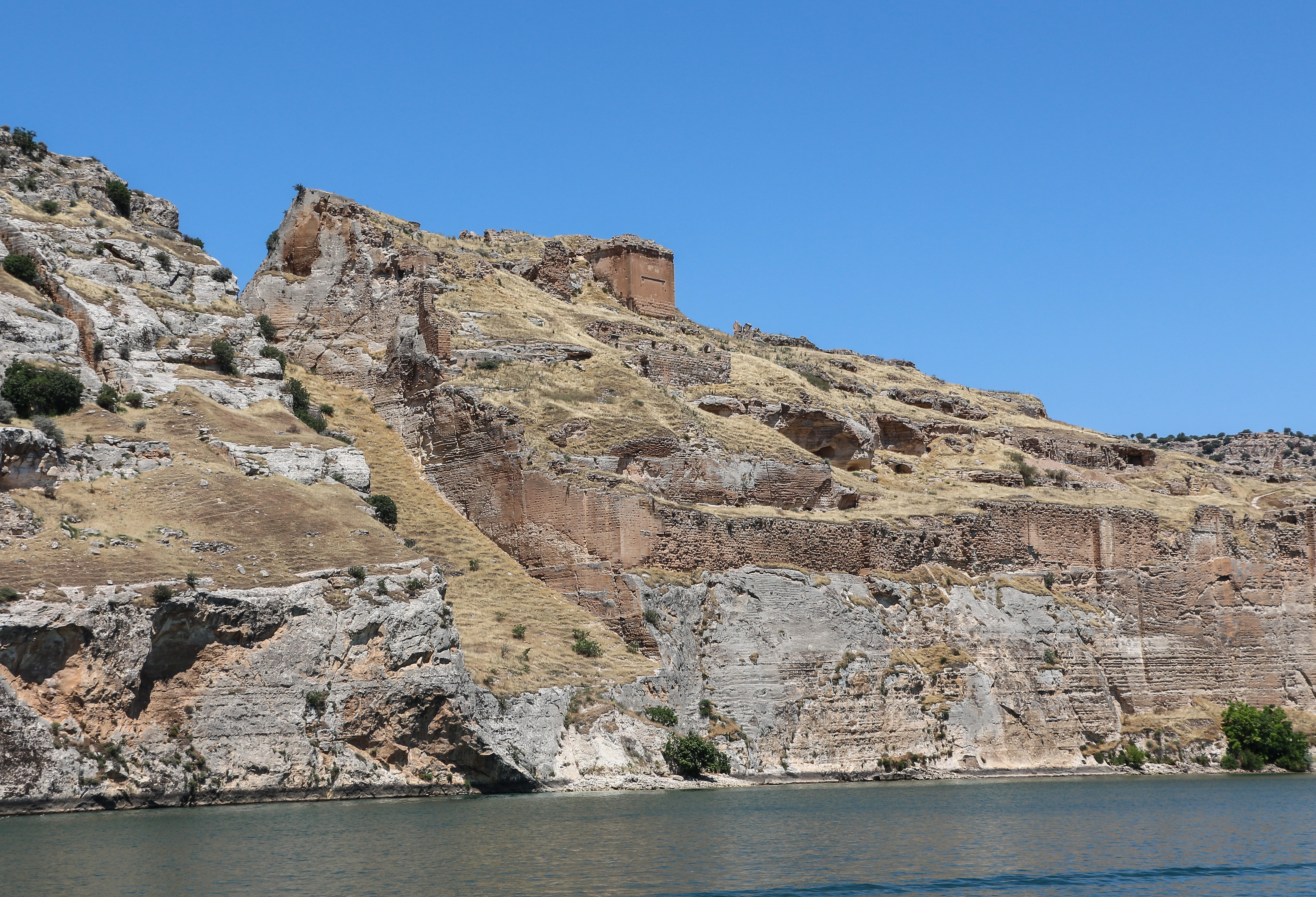
Forteresse de Rumkale
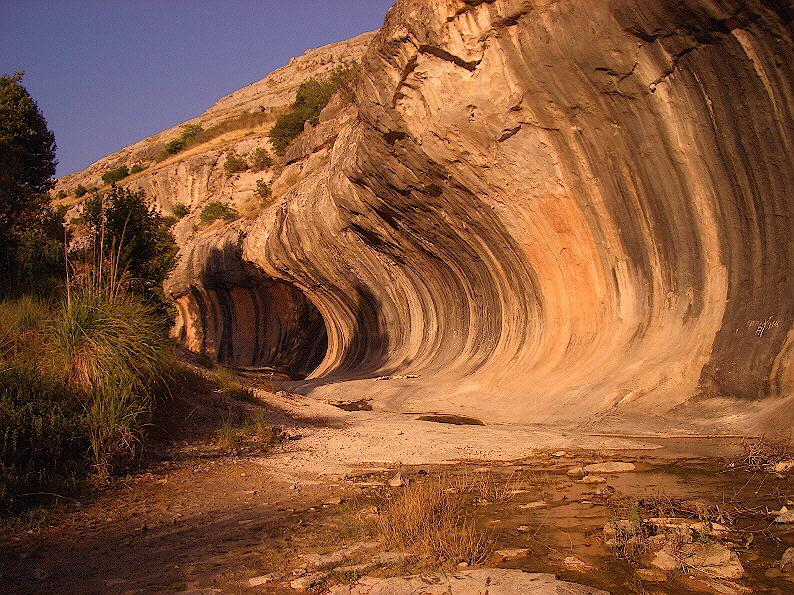
Değirmen Deresi (Crique de moulin)
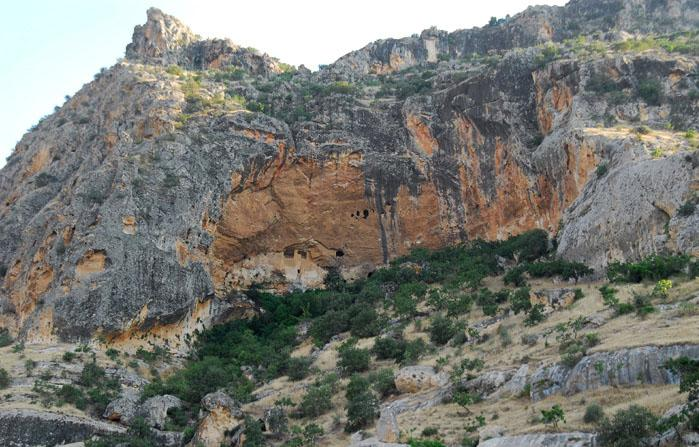
Kral Kızı Mağarası (Grotte de la fille du roi)